# Resticula gelida
Resticula gelida är en hjuldjursart som först beskrevs av Harry K. Harring och Myers 1922.  Resticula gelida ingår i släktet Resticula och familjen Notommatidae. Inga underarter finns listade i Catalogue of Life.